# Carter Jefferson
Carter Jefferson (* 30. November 1945 in Washington, D.C.; † 9. Dezember 1993 in Krakau) war ein US-amerikanischer Jazz-Saxophonist.
Jefferson begann als Klarinettist und wirkte in den Backup-Bands der Temptations, der Supremes und von Little Richard. 1971 ging er zum Studium nach New York City, wo er zwei Jahre mit Mongo Santamaría arbeitete und 1973 Mitglied von Art Blakeys Jazz Messengers war. Von 1977 bis 1980 arbeitete er mit Woody Shaw ( Basel 1980); Anfang der 1980er Jahre in der Formation Unity der Trompeterin Barbara Donald. Er wirkte an mehreren ihrer Alben mit. 1978 erschien The Rise Of Atlantis mit Jefferson als Bandleader, bei dem u. a. der Pianist Harry Whitaker mitwirkte. Außerdem arbeitete Jefferson mit Musikern wie Elvin Jones, Roy Haynes, Cedar Walton, Jerry Gonzalez & The Fort Apache Band, Malachi Thompson, Shunzo Ohno und Jack Walraths Masters of Suspense.

## Diskographie
- The Rise of Atlantis mit Terumasa Hino, Harry Whitaker, Clint Houston, Victor Lewis, Steve Thornton, Lani Groves, Shunzo Ono, John Hicks, 1978 (Timeless)[1]